# Очищення стічних вод
Очи́щення стічни́х вод (англ. effluent treatment, waste treatment, sewage treatment, produced water conditioning, нім. Abwasserreinigung f) — обробка стічних вод з метою руйнування або видалення з них певних речовин, які перешкоджають відведенню цих вод у водні об'єкти відповідно до законодавства або використання їх у виробничому водопостачанні замість свіжої води.

## Методи очищення стічних вод

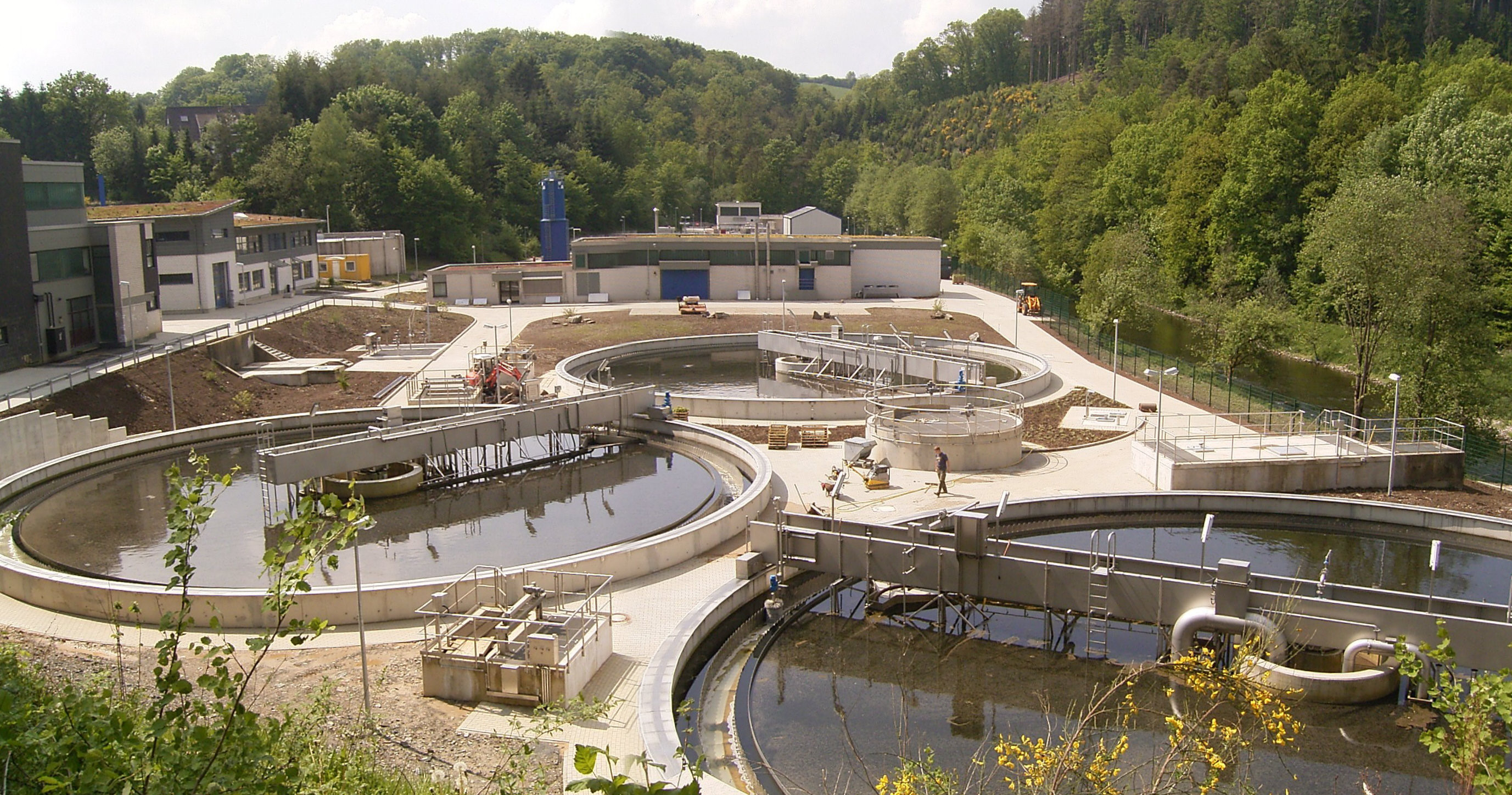
Очисні споруди

Очищення вод проводять механічними, фізико-хімічними і біологічними методами.
До механічних методів відносять видалення крупнозернистих забруднюючих речовин на ґратах, відстоювання та фільтрування. Ці методи застосовують у гірничій промисловості у зв'язку з тим, що води підприємств зазвичай забруднені продуктами дезінтеграції руди і вмісних порід, а нафтовидобувних підприємств — нафтопродуктами.

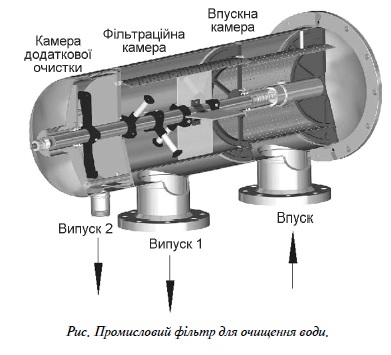

Фізико-хімічні методи. При очищенні вод, що містять дрібнодисперсні домішки, їх попередньо агрегують з допомогою реагентів — коагулянтів і флокулянтів. Найчастіше використовуються фізико-хімічні методи. Вибір конкретних способів О.в. залежить від складу розчинених речовин і застосовуваної технології переробки мінеральної сировини. У гірничій промисловості використовуються реагентні, сорбційні, електрохімічні та інші фізико-хімічні методи очищення.
До реагентних методів відносять: нейтралізацію кислот і лугів, переведення йонів у мало-розчинний стан тощо.
Сорбційні методи полягають у виділенні органічних і неорганічних забруднюючих речовин на природних або синтетичних сорбентах, а також у використанні йон-селективних матеріалів. Електрохімічні методи: електродіаліз, електрохімічне окиснення і гідроліз, тобто методи, що пов'язані з дією електричного струму на водні розчини. Як правило, електрохімічне оброблення стічних вод, так само як і окиснення домішок (озонуванням, хлоруванням), належить до деструктивних методів очищення, тобто до таких, за яких домішки руйнуються. Ці методи застосовують у випадку неможливості або економічної недоцільності вилучення домішок із стічної води.
За даними промислових випробовувань, застосування озонування дозволяє на Зирянівській збагачувальній фабриці отримати додатково за рік 350 т продукту із вмістом міді 40 %, золота 400 г/т, срібла 1500 г/т. Цей метод економічно вигідний не тільки через повернення корисних металів, впровадження його дозволить знизити вміст ціанідних сполук у 2 рази в порівнянні з нормами рибоохорони.
Використання інших, так званих регенераційних методів О.в., дає змогу не тільки знешкодити стічні води, але і вилучати з них цінні домішки. Повернення у виробництво вилучених домішок зменшує втрати цінних компонентів мінеральної сировини, реагентів і допоміжних матеріалів і часто робить процес О.в. рентабельним. Перспектива створення на гірничих підприємствах маловідходних виробництв підвищує важливість використання регенераційних методів очищення. До названих методів відносять ряд фізико-хімічних методів: екстракційне очищення, що основане на вилученні забруднювальної речовини спеціальним розчинником, перегонку, ректифікацію, адсорбцію на твердих сорбентах, пінну флотацію тощо, всі методи механічного очищення.
Методи біологічного очищення застосовуються для оброблення господарсько-побутових стічних вод населених пунктів, а також промислових підприємств. Вони основані на здатності мікроорганізмів використовувати в процесі життєдіяльності багато органічних і неорганічних сполук і видаляти їх із стічних вод. Властивості мікроорганізмів використовуються в очисних спорудах за участю кисню (аеробні процеси) — аеротенки (активний мул), біофільтри; за відсутності кисню (анаеробні процеси) — метантенки (для зброджування осадів стічних вод). Зокрема, біологічний метод використовується для очищення стічних вод флотаційних фабрик від поверхнево-активних речовин. У процесі біологічного очищення токсичні речовини перетворюються в нешкідливі продукти окиснення: воду, діоксид вуглецю та інші. (див. Біологічний окислювач)
Як правило, біологічне очищення — завершальна стадія оброблення стічних вод, звичайно перед нею здійснюється комплекс інших методів очищення води. Очищені стічні води можуть використовувати для зрошення сільськогосподарських земель, у системах виробничого водопостачання тощо.
Перед скиданням у водні об'єкти очищені стічні води знезаражують (як правило, хлоруванням).
Сукупність інженерних споруд, в яких стічні води очищаються від забруднювальних речовин, називаються очисними спорудами. Такі споруди і схеми О.в. визначаються об'ємом і складом очищуваної води, вимогами до повноти очищення й економічними міркуваннями.